# Norwegische Nordische Skimeisterschaft 1939

Norges Skiforbund

Die Norwegische Nordische Skimeisterschaft 1939 (norwegisch Norgesmesterskapet på ski 1939) fand in Kristiansand statt. Ausgetragen wurden sie vom lokalen Verein Oddersjaa Kristiansand 1875 Ski og Skøyteklubb und dem Norges Skiforbund, dem Norwegischen Skiverband. Ausgetragen wurden Meisterschaften im Skilanglauf, Skispringen sowie in der Nordischen Kombination. Ausgetragen wurden ausschließlich Herrenwettbewerbe.

## Ergebnisse

### Skilanglauf 18 km
| Platz | Sportler         | Verein            |
| ----- | ---------------- | ----------------- |
| 1     | Gunnar Hermansen | Nordmarkens IF    |
| 2     | Trygve Brodahl   | Fossekallen IF    |
| 3     | John Strickert   | Brekkguten, Røros |
| 4     | Leif Slakteren   |                   |
| 5     | Bjarne Iversen   |                   |
| 6     | Olav N. Økern    |                   |

### Skilanglauf 30 km
| Platz | Sportler        | Verein            |
| ----- | --------------- | ----------------- |
| 1     | Trygve Brodahl  | Fossekallen IF    |
| 2     | Annar Ryen      | IL Nansen         |
| 3     | Sigurd Vestad   | Nordre Trysil IL  |
| 4     | Per Samuelshaug |                   |
| 5     | John Strickert  | Brekkguten, Røros |
| 6     | Einar Nilsen    |                   |

### Skispringen
| Platz | Sportler           | Verein       |
| ----- | ------------------ | ------------ |
| 1     | Birger Ruud        | Kongsberg IF |
| 2     | Arnholdt Kongsgård | Kongsberg IF |
| 3     | Victor Clock       | IL i BUL     |
|       | Rudolf Kojan       | Løkken IF    |
| 5     | Olaf Andersen      |              |
| 6     | Odd Jansen         |              |

Das Springen fand auf der Klappane in Kristiansand statt.

### Nordische Kombination
| Platz | Sportler          | Verein         |
| ----- | ----------------- | -------------- |
| 1     | Gunnar Hermansen  | Nordmarkens IF |
| 2     | Reidar Karlsen    | Mjøndalen IF   |
| 3     | Sverre Brenden    | Vinstra IL     |
| 4     | Rolf Kaarby       | FK Lyn         |
| 5     | Asbjørn Hermansen |                |
| 6     | Gunnar Paulssen   |                |

Der Kombinationswettbewerb bestand aus einem 18-km-Skilanglauf und einem Springen auf der Klappane.